# Петляш Олена Діонисівна
Олена Діонисівна Петляш (Петляш-Барілотті; 29 червня (11 липня) 1890, Харків — 4 жовтня 1971, Київ) — українська оперна співачка (драматичне сопрано).

## Біографія
Дочка українських артистів Марії Садовської-Барілотті і Дениса Мови. Навчалась співу в Київській музичній школі ім. М. Лисенко у О. Муравйової (1910—1913) та у Л. Котоні в Римі (1913—1916).
Сценічну діяльність почала у 1907 році в Києві в трупі Українського музично-драматичного театру М. Садовського як драматична, згодом — оперна артистка.
В 1913—1916 роках — солістка Київської опери (антреприза М. Ф. Багрова). В 1926—1927 роках — солістка Київського театру опери і балету (дебютувала в партії Аїди).
В 1919 працювала в Київському оперному театрі «Музична драма».
Виступала на оперних сценах Одеси (1916—1918, 1923—1925), Житомира (1921—1922), Тифліса (1922—1923), співала також в Петрограді, Казані, Саратові, Єревані.

## Репертуар
Мала красивий голос широкого діапазону.
Виступаючи в театрі Садовського, створила яскраві образи в шевченківському репертуарі: Катерина («Катерина» Аркаса), Настя («Пан сотник» Козаченка), Галя («Назар Стодоля» Шевченка).
Інші партії: Одарка («Запорожець за Дунаєм» Гулака-Артемовського), Дідона («Енеїда» Лисенка), Роксолана («Бранка Роксолана» Січинського), Ліза, Марія («Пікова дама», «Мазепа» Чайковського), Тоска, Аїда (однойменні опери Пуччіні та Верді).
Виконувала українські народні пісні і романси українських композиторів в ансамблі з Миколою Лисенком.